# Dário Essugo
Dário Cassia Luís Essugo (Odivelas, 14 marzo 2005) è un calciatore portoghese, di origini angolane, centrocampista del Chelsea.

## Biografia
È nato a Odivelas da  genitori provenienti dall'Angola.

## Caratteristiche tecniche
È un centrocampista di interdizione.

## Carriera

### Club
Cresciuto nelle giovanili dello Sporting Lisbona, nel 2021 firma il suo primo contratto da professionista. Esordisce con la prima squadra il 20 marzo 2021 in occasione della vittoria per 1-0 ottenuto in campionato contro il Vitória Guimarães; a 16 anni e 6 giorni diventa così il più giovane esordiente nella storia dello Sporting Lisbona.
Nel 2024, durante la sessione invernale di calcio mercato, viene ceduto in prestito al Chaves. Di ritorno allo Sporting, mette a referto due presenze, prima di essere nuovamente ceduto con la medesima formula agli spagnoli del Las Palmas. Il 23 novembre 2024 mette a segno la sua prima rete da professionista, in occasione dell'incontro di campionato perso per 2-3 contro il Maiorca.
Il 20 marzo 2025 viene comunicato il suo acquisto da parte del Chelsea, insieme al suo compagno Geovany Quenda, per la cifra di 74 milioni di euro; il suo contratto sarà valido dal 1º luglio seguente mentre quello di Quenda dall'estate successiva.

### Nazionale
Dal 2019 ha collezionato 34 presenze totali e una rete con le rappresentative giovanili portoghesi dall'Under-15 all'Under-20.

## Statistiche

### Presenze e reti nei club
Statistiche aggiornate al 23 novembre 2024.
| Stagione                  | Squadra                   | Campionato                | Campionato | Campionato | Coppe nazionali | Coppe nazionali | Coppe nazionali | Coppe continentali | Coppe continentali | Coppe continentali | Altre coppe | Altre coppe | Altre coppe | Totale | Totale | Totale |
| Stagione                  | Squadra                   | Comp                      | Pres       | Reti       | Comp            | Pres            | Reti            | Comp               | Pres               | Reti               | Comp        | Pres        | Reti        | Pres   | Reti   |        |
| ------------------------- | ------------------------- | ------------------------- | ---------- | ---------- | --------------- | --------------- | --------------- | ------------------ | ------------------ | ------------------ | ----------- | ----------- | ----------- | ------ | ------ | ------ |
| 2021-2022                 | Sporting Lisbona B        | L3                        | 15         | 0          |                 | -               | -               | UYL                | 5                  | 0                  |             | -           | -           | 20     | 0      |        |
| 2022-2023                 | Sporting Lisbona B        | L3                        | 12         | 0          |                 | -               | -               | UYL                | 4                  | 0                  |             | -           | -           | 16     | 0      |        |
| Totale Sporting Lisbona B | Totale Sporting Lisbona B | Totale Sporting Lisbona B | 27         | 0          |                 | 0               | 0               |                    | 9                  | 0                  |             | -           | -           | 36     | 0      |        |
| 2020-2021                 | Sporting Lisbona          | PL                        | 1          | 0          | TdP+TdL         | 0               | 0               | UEL                | 0                  | 0                  |             | -           | -           | 1      | 0      |        |
| 2021-2022                 | Sporting Lisbona          | PL                        | 1          | 0          | TdP+TdL         | 0               | 0               | UCL                | 1                  | 0                  | ST          | 0           | 0           | 2      | 0      |        |
| 2022-2023                 | Sporting Lisbona          | PL                        | 4          | 0          | TdP+TdL         | 0+3             | 0               | UCL+UEL            | 1+2                | 0                  |             | -           | -           | 10     | 0      |        |
| 2023-gen. 2024            | Sporting Lisbona          | PL                        | 4          | 0          | TdP+TdL         | 3+2             | 0               | UEL                | 1                  | 0                  |             | -           | -           | 10     | 0      |        |
| gen.-giu. 2024            | Chaves                    | PL                        | 14         | 0          | TdP+TdL         | -               | -               |                    | -                  | -                  |             | -           | -           | 14     | 0      |        |
| ago. 2024                 | Sporting Lisbona          | PL                        | 2          | 0          | TdP+TdL         | -               | -               | UCL                | -                  | -                  | ST          | 0           | 0           | 2      | 0      |        |
| Totale Sporting Lisbona   | Totale Sporting Lisbona   | Totale Sporting Lisbona   | 12         | 0          |                 | 8               | 0               |                    | 5                  | 0                  |             | 0           | 0           | 25     | 0      |        |
| set. 2024-2025            | Las Palmas                | PD                        | 9          | 1          | CR              | 0               | 0               |                    | -                  | -                  |             | -           | -           | 9      | 1      |        |
| Totale carriera           | Totale carriera           | Totale carriera           | 62         | 1          |                 | 8               | 0               |                    | 14                 | 0                  |             | -           | -           | 84     | 1      |        |

## Palmarès
- Coppa del mondo per club: 1

Chelsea: 2025